# Josip Urbanija
Josip Urbanija (tudi Vrbanija), slovenski kipar, * 16. februar 1877, Ljubljana, † 10. julij 1943, Dunaj.
Urbanija se je rodil v Ljubljani materi Luciji, gospodinji pri ovdovelem kiparju F.K. Zajcu. Odraščal je v hiši kiparja F.K. Zajca (v istem gospodinjstvu so živeli še Zajčeva sinova Ivan Zajec in Franc Ignac Zajec, takrat že podobar, ter Josip Grošelj iz Selc, podobarski pomočnik); 5 razredov ljudske šole je obiskoval v Ljubljani, 1890 se učil kiparstva pri očimu J. Grošlju, ki se je 1887 se poročil z njegovo mamo, v Selcih in bil pri njem pomočnik vse do odhoda k vojakom (1899). Kasneje pa se je izpopolnjeval na dunajski akademiji upodabljajočih umetnosti. Po končanem študiju se je poskusil ustaliti v domovini, vendar se je kasneje razočaran vrnil na Dunaj, kjer je utonil v povprečje in ustvarjal v simbolistični in zmerno realistični smeri.
Še kot vajenec pri Grošlju je ustvaril kip Vstajenje za pokopališko kapelo v Škofji Loki. Leta 1906 se je udeležil natečaja za nagrobnik septembrskih žrtev, leta 1918 za Krekov nagrobni spomenik, med prvo svetovno vojno pa je ustvaril spomenik padlim vojakom na vojaškem pokopališču v Sarajevu.
Danes je njegova skupina Tolažnica v zadnjem boju na ogled v Narodni galeriji v Ljubljani.